# Dilip Kumar Chakrabarti

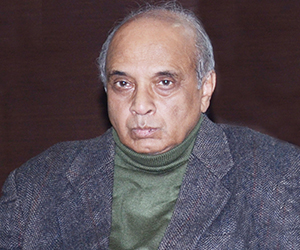
Dilip Kumar Chakrabarti, 2017

Dilip Kumar Chakrabarti (* 27. April 1941) ist ein indischer Archäologe und Professor für südasiatische Archäologie an der University of Cambridge. Er ist bekannt für seine Studien über die frühe Verwendung von Eisen in Indien.

## Leben
Chakrabarti begann seine Karriere zwischen 1965 und 1977 als Dozent für Archäologie an der University of Calcutta. Er war von 1977 bis 1990 Dozent der Archäologie an der University of Delhi. 1990 wechselte er zur University of Cambridge und wurde dort Professor. Er wurde auch zum Mitglied des ICHR (Indian Council of Historical Research) nominiert und ist Editor einer akademischen Zeitschrift dieses Instituts (Indian Historical Review). Autobiografische Angaben zu seiner Studien- und Lehrtätigkeit finden sich in seinem 2012 erschienenen Werk Fifty Years of Indian Archaeology (1960–2010): Journey of a Foot Soldier.

## Werke
- Ancient Bangladesh: A Study of the Archaeological Sources (1992) Delhi: Oxford University Press
- The Early Use of Iron in India (1992) Delhi: Oxford University Press
- Archaeology of Eastern India: Chhotanagpur Plateau and West Bengal (1993) Delhi: Munshiram Manoharlal Publishers Private Limited.
- Archaeology of coastal West Bengal: Twenty-four Parganas and Midnapur districts (1994) South Asian Studies,10:pp. 135–160
- A note on the use of metals in ancient Bengal, Pratnasamiksha (1994) Bulletin of the Directorate of Archaeology and Museums, Government of West Bengal, 2 & 3:pp. 155–158
- The Archaeology of Ancient Indian Cities (1995) Delhi: Oxford University Press.
- Post-Mauryan states of mainland south Asia (1995) In: F. Raymond Allchin (ed.), The Archaeology of Early Historic South Asia, pp. 274–326. Cambridge: Cambridge University Press
- Preliminary observations on the distribution of sites in the south Bihar plain (1995) South Asian Studies, 11:pp. 129–147
- Buddhist sites across south Asia as influenced by political and economic forces (1995) WorldArchaeology, 27(2):pp. 185–202. JSTOR:125081
- Copper and its Alloys in Ancient India (1996) Delhi: Munshiram Manoharlal Publishers Private Limited
- From Purnea to Champaran: The distribution of sites in the north Bihar plains (1996) South Asian Studies, 12:pp. 147–158
- The Issues in East Indian Archaeology (1998) Delhi: Munshiram Manoharlal Publishers Private Limited
- India: An Archaeological History. Palaeolithic Beginnings to Early Historic Foundations. Oxford University Press, Delhi 1999
- Archaeological Geography of the Ganga Plain. The Lower and the Middle Ganga. Permanent Black, Delhi 2001
- The Archaeology of European Expansion in India, Gujarat, c. 16th–18th Centuries (2003)  Delhi: Aryan Books International
- Archaeology in the Third World: A History of Indian Archaeology since 1947 (2003) Delhi: D. K. Printworld Private Limited
- A Sourcebook of Indian Archaeology. Volume 3. Prehistoric Roots of Religious Beliefs, Human Remains, The First Steps in Historical Archaeology: Sculpture, Architecture, Coins and Inscriptions (ed. with F. Raymond Allchin) (2003) Delhi: Munshiram Manoharlal Publishers Private Ltd.
- Indus Civilization Sites in India: New Discoveries (ed.) (2004) Mumbai: Marg Publications
- The Archaeology of the Deccan Routes: The Ancient Routes from the Ganga Plain to the Deccan (2005) New Delhi: Munshiram Manoharlal Publishers Private Limited
- Archaeological Geography of the Ganga Plain: The Upper Ganga (Oudh, Rohilkhand, and the Doab) (2008) New Delhi: Munshiram Manoharlal Publishers Private Limited
- Fifty Years of Indian Archaeology (1960–2010): Journey of a Foot Soldier. BookVistas, Neu-Delhi 2012, ISBN 978-81-7305-429-7